# Zoltán Ribli
Zoltán Ribli (Mohacs, 6 de septiembre de 1951) es un jugador de ajedrez húngaro que ostenta los títulos de Gran Maestro Internacional desde 1973 y de Árbitro Internacional de Ajedrez desde 1995. Ha sido dos veces Candidato al Campeonato del Mundo, y tres veces Campeón de Hungría. Está casado con la Maestro Internacional Femenina (WIM) María Grosch.
En la lista de Elo de la FIDE de septiembre de 2010, tenía un Elo de 2555 puntos, lo que hizo el jugador número 13 (en activo) de Hungría. Su máximo Elo fue de 2625 puntos, en la lista de enero de 1989, y su máximo Elo desde 1990, fue de 2610 puntos, en la lista de julio de 1990 (posición 22 en el ranking mundial).

## Trayectoria ajedrecística
Sus resultados empezaron a destacar a principios de los años 1970. En etapa juvenil, fue dos veces Campeón juvenil de Europa, en 1968/1969 (empatado) y en 1970/1971. Obtuvo el título de Maestro Internacional en 1970, y el de Gran Maestro en 1973. En Hungría fue tres veces campeón nacional, los años 1973 y 1977 (ex aequo), y en solitario en 1974.
En el mejor momento de su carrera, Ribli fue dos veces Candidato al Campeonato del Mundo: el Campeonato de 1984 y de 1986, y también estuvo a punto de clasificarse, anteriormente, en el Campeonato del mundo de 1980, pero perdió en el desempate. En el ciclo de Candidatos de 1983 ganó a Eugenio Torre (+3, = 6, -1), pero fue eliminado después por Vasili Smislov (+1, = 7, -3). En el torneo de Montpellier de 1985, que hacía las veces de clasificatorio para el Campeonato del mundo de 1986, no alcanzó los play-offs. En Londres en 1984, participó en el muy relevante Encuentro Unión Soviética vs Resto del mundo, derrotando a su rival soviético, Rafael Vaganian, por poco margen (+1 = 3 -0).
Se convirtió en un competidor temible en el circuito de torneos internacionales de los años 1970 y 1980, con destacadas victorias en Kecskemet 1972 (con Alexei Suetin), Budapest 1975 (con Polugaevski), México 1980, Baden Baden 1981 (con Anthony Miles), Portorož/Liubliana 1985 (Memorial Vidmar, con Miles y Lajos Portisch), Dortmund 1986, Torneo de Reggio Emilia 1986 a 1987 (por delante, entre otros, de Spassky), y Torneo de Wijk aan Zee 1989 (con Anand, Gyula Sax y Predrag Nikolić). Otros resultados destacados incluyen los segundos puestos en Ámsterdam 1978 (tras Timman), Bled/Portorož 1979 (con Larsen y Timman), Wijk aan Zee 1983 (detrás de Ulf Andersson), Bugojno 1984 (tras Timman) y Tilburgo 1984 (con Beliavski, Robert Hübner y Tukmakov, tras Miles).
Aunque no ha sido muy activo en torneos durante los años 1990 y 2000, ha mantenido a pesar de todo un Elo competitivo (en la lista de Elo de la FIDE de julio de 2006 tenía un Elo de 2589 puntos) y ha mostrado que  puede tener actuaciones muy dignas en competiciones de nivel de Gran Maestro, como el torneo del Hotel Opatija a Kastav, Croacia 2002.
Ha sido miembro, casi siempre, de la selección de Hungría en las Olimpiadas de ajedrez entre 1970 y 1994, (ha jugado un total de doce Olimpiadas, donde ha hecho un total de 93 puntos de 145 partidas, un 64.1%). En las ediciones entre 1970 y 1972 participó como Maestro Internacional, y a partir de 1974 como Gran Maestro. Ha obtenido un total de cuatro medallas por equipos: fue el segundo tablero del equipo húngaro que ganó la medalla de oro por equipos en 1978. También ganó medallas de plata por equipos en los años 1970, 1972 y 1980.

## Como escritor de ajedrez
Como escritor y periodista, ha publicado multitud de análisis y reportajes de torneos en revistas de todo el mundo. Además, es coautor de dos libros (escritos junto a Gabor Kallai): 
- Winning with the Queen's Indian (Batsford, 1987)
- Winning with the English (Batsford, 1993).